# Fondul European pentru Garantare în Agricultură
Fondul European Agricol pentru Dezvoltare Rurală (FEGA) este un fond creat de Uniunea Europeană în vederea dezvoltării agriculturii statelor membre ale acesteia.
Începând cu 1 ianuarie 2007, Agenția de Plăți și Intervenție pentru Agricultură derulează fondurile europene pentru implementarea măsurilor de sprijin finanțate din Fondul European pentru Garantare în Agricultură.